# NBA Most Valuable Player
NBA Most Valuable Player Award (forkortes MVP) er en årlig prisuddeling, der har været afholdt af det amerikanske basketballforbund National Basketball Association (NBA) siden 1955-56 sæsonen. Modtageren af denne unikke pris, er den spiller, der efter afstemning, er blevet vurderet til at være den bedste i sæsonen. MVP-prisen bliver vurderet efter præstationer i de 82 kampe i den regulære sæson, og derfor har præstationerne i playoffs ingen betydning i vurderingen.
Siden 1980-81 sæsonen er prisen blevet uddelt på grundlag af afstemning blandt sportsjournalister i USA og Canada.
Kareem Abdul-Jabbar har rekorden for flest gange vundet, da han er blevet kåret til MVP 6. gange. Bill Russell og Michael Jordan har begge vundet prisen fem gange. Blandt aktive spillere er det LeBron James, som har vundet 4 gange. Den forsvarende MVP er Shai Gilgeous-Alexander, som vandt prisen for 2024-25 sæsonen.

## Vindere
| ^           | Angiver at spilleren stadig er aktiv i NBA                  |
| *           | Indvalgt i Naismith Memorial Basketball Hall of Fame        |
| Spiller (X) | Angiver antal gange en spiller er blevet MVP                |
| Hold(X)     | Angiver antal gange en spiller fra dette hold er blevet MVP |

| Sæson     | Spiller                    | Position       | Nationalitet | Hold                      |
| --------- | -------------------------- | -------------- | ------------ | ------------------------- |
| 1955-1956 | Bob Pettit*                | Power Forward  | USA          | St. Louis Hawks           |
| 1956-1957 | Bob Cousy*                 | Point Guard    | USA          | Boston Celtics            |
| 1957-1958 | Bill Russell*              | Center         | USA          | Boston Celtics (2)        |
| 1958-1959 | Bob Pettit* (2)            | Power Forward  | USA          | St. Louis Hawks (2)       |
| 1959-1960 | Wilt Chamberlain*          | Center         | USA          | Philadelphia Warriors     |
| 1960-1961 | Bill Russell* (2)          | Center         | USA          | Boston Celtics (3)        |
| 1961-1962 | Bill Russell* (3)          | Center         | USA          | Boston Celtics (4)        |
| 1962-1963 | Bill Russell* (4)          | Center         | USA          | Boston Celtics (5)        |
| 1963-1964 | Oscar Robertson*           | Point Guard    | USA          | Cincinnati Royals         |
| 1964-1965 | Bill Russell* (5)          | Center         | USA          | Boston Celtics (6)        |
| 1965-1966 | Wilt Chamberlain* (2)      | Center         | USA          | Philadelphia 76ers        |
| 1966-1967 | Wilt Chamberlain* (3)      | Center         | USA          | Philadelphia 76ers (2)    |
| 1967-1968 | Wilt Chamberlain* (4)      | Center         | USA          | Philadelphia 76ers (3)    |
| 1968-1969 | Wes Unseld*                | Center         | USA          | Baltimore Bullets         |
| 1969-1970 | Willis Reed*               | Center         | USA          | New York Knicks           |
| 1970-1971 | Lew Alcindor*              | Center         | USA          | Milwaukee Bucks           |
| 1971-1972 | Kareem Abdul-Jabbar* (2)   | Center         | USA          | Milwaukee Bucks (2)       |
| 1972-1973 | Dave Cowens*               | Center         | USA          | Boston Celtics (7)        |
| 1973-1974 | Kareem Abdul-Jabbar* (3)   | Center         | USA          | Milwaukee Bucks (3)       |
| 1974-1975 | Bob McAdoo*                | Center         | USA          | Buffalo Braves            |
| 1975-1976 | Kareem Abdul-Jabbar* (4)   | Center         | USA          | Los Angeles Lakers        |
| 1976-1977 | Kareem Abdul-Jabbar* (5)   | Center         | USA          | Los Angeles Lakers (2)    |
| 1977-1978 | Bill Walton*               | Center         | USA          | Portland Trail Blazers    |
| 1978-1979 | Moses Malone*              | Center         | USA          | Houston Rockets           |
| 1979-1980 | Kareem Abdul-Jabbar* (6)   | Center         | USA          | Los Angeles Lakers (3)    |
| 1980-1981 | Julius Erving*             | Small Forward  | USA          | Philadelphia 76ers (4)    |
| 1981-1982 | Moses Malone* (2)          | Center         | USA          | Houston Rockets (2)       |
| 1982-1983 | Moses Malone* (3)          | Center         | USA          | Philadelphia 76ers (5)    |
| 1983-1984 | Larry Bird*                | Small Forward  | USA          | Boston Celtics (8)        |
| 1984-1985 | Larry Bird* (2)            | Small Forward  | USA          | Boston Celtics (9)        |
| 1985-1986 | Larry Bird* (3)            | Small Forward  | USA          | Boston Celtics (10)       |
| 1986-1987 | Magic Johnson*             | Point Guard    | USA          | Los Angeles Lakers (4)    |
| 1987-1988 | Michael Jordan*            | Shooting Guard | USA          | Chicago Bulls             |
| 1988-1989 | Magic Johnson* (2)         | Point Guard    | USA          | Los Angeles Lakers (5)    |
| 1989-1990 | Magic Johnson* (3)         | Point Guard    | USA          | Los Angeles Lakers (6)    |
| 1990-1991 | Michael Jordan* (2)        | Shooting Guard | USA          | Chicago Bulls (2)         |
| 1991-1992 | Michael Jordan* (3)        | Shooting Guard | USA          | Chicago Bulls (3)         |
| 1992-1993 | Charles Barkley*           | Power Forward  | USA          | Phoenix Suns              |
| 1993-1994 | Hakeem Olajuwon*           | Center         | Nigeria      | Houston Rockets (3)       |
| 1994-1995 | David Robinson*            | Center         | USA          | San Antonio Spurs         |
| 1995-1996 | Michael Jordan* (4)        | Shooting Guard | USA          | Chicago Bulls (4)         |
| 1996-1997 | Karl Malone*               | Power Forward  | USA          | Utah Jazz                 |
| 1997-1998 | Michael Jordan* (5)        | Shooting Guard | USA          | Chicago Bulls (5)         |
| 1998-1999 | Karl Malone* (2)           | Power Forward  | USA          | Utah Jazz (2)             |
| 1999-2000 | Shaquille O'Neal*          | Center         | USA          | Los Angeles Lakers (7)    |
| 2000-2001 | Allen Iverson*             | Shooting Guard | USA          | Philadelphia 76ers (6)    |
| 2001-2002 | Tim Duncan*                | Power Forward  | USA          | San Antonio Spurs (2)     |
| 2002-2003 | Tim Duncan* (2)            | Power Forward  | USA          | San Antonio Spurs (3)     |
| 2003-2004 | Kevin Garnett*             | Power Forward  | USA          | Minnesota Timberwolves    |
| 2004-2005 | Steve Nash*                | Point Guard    | Canada       | Phoenix Suns (2)          |
| 2005-2006 | Steve Nash* (2)            | Point Guard    | Canada       | Phoenix Suns (3)          |
| 2006-2007 | Dirk Nowitzki              | Power Forward  | Tyskland     | Dallas Mavericks          |
| 2007-2008 | Kobe Bryant*               | Shooting Guard | USA          | Los Angeles Lakers (8)    |
| 2008-2009 | LeBron James^              | Small Forward  | USA          | Cleveland Cavaliers       |
| 2009-2010 | LeBron James^ (2)          | Small Forward  | USA          | Cleveland Cavaliers (2)   |
| 2010-2011 | Derrick Rose^              | Point Guard    | USA          | Chicago Bulls (6)         |
| 2011-2012 | LeBron James^ (3)          | Small Forward  | USA          | Miami Heat                |
| 2012-2013 | LeBron James^ (4)          | Small Forward  | USA          | Miami Heat (2)            |
| 2013-2014 | Kevin Durant^              | Small Forward  | USA          | Oklahoma City Thunder     |
| 2014-2015 | Stephen Curry^             | Point Guard    | USA          | Golden State Warriors (2) |
| 2015-2016 | Stephen Curry^ (2)         | Point Guard    | USA          | Golden State Warriors (3) |
| 2016-2017 | Russell Westbrook^         | Point Guard    | USA          | Oklahoma City Thunder (2) |
| 2017-2018 | James Harden^              | Shooting Guard | USA          | Houston Rockets (4)       |
| 2018-2019 | Giannis Antetokounmpo^     | Small Forward  | Grækenland   | Milwaukee Bucks (4)       |
| 2019-2020 | Giannis Antetokounmpo^ (2) | Small Forward  | Grækenland   | Milwaukee Bucks (5)       |
| 2020-2021 | Nikola Jokić^              | Center         | Serbien      | Denver Nuggets            |
| 2021-2022 | Nikola Jokić^ (2)          | Center         | Serbien      | Denver Nuggets (2)        |
| 2022-2023 | Joel Embiid^               | Center         | Cameroun     | Philadelphia 76ers (7)    |
| 2023-2024 | Nikola Jokić^ (3)          | Center         | Serbien      | Denver Nuggets (3)        |
| 2024-2025 | Shai Gilgeous-Alexander^   | Point Guard    | Canada       | Oklahoma City Thunder (3) |